# Laxtjärnen (Arvidsjaurs socken, Lappland, 731978-166741)
Laxtjärnen är en sjö i Arvidsjaurs kommun i Lappland och ingår i Piteälvens huvudavrinningsområde. Sjön har en area på 0,136 kvadratkilometer och ligger 363,1 meter över havet. Sjön avvattnas av vattendraget Storkåtabäcken.

## Delavrinningsområde
Laxtjärnen ingår i det delavrinningsområde (731989-166798) som SMHI kallar för Mynnar i Piteälvens vattendragsyta. Medelhöjden är 398 meter över havet och ytan är 13,13 kvadratkilometer. Det finns inga avrinningsområden uppströms utan avrinningsområdet är högsta punkten. Storkåtabäcken som avvattnar avrinningsområdet har biflödesordning 2, vilket innebär att vattnet flödar genom totalt 2 vattendrag innan det når havet efter 129 kilometer. Avrinningsområdet består mestadels av skog (94 procent). Avrinningsområdet har 0,19 kvadratkilometer vattenytor vilket ger det en sjöprocent på 1,4 procent.